# Daniel Fornander
Daniel Olivier Fornander, född 5 oktober 1835 i Kalmar, död där 6 juni 1910, var en svensk ingenjör. 
Daniel Fornander blev elev vid Teknologiska institutet 1852, tjänstgjorde vid Flottans maskinavdelning 1856–1858, var maskinist på ångfartyget Skåne 1858, anställd vid åtskilliga verkstäder 1859–1861, konstruktör och verkmästare vid Fredrikströms bruk 1862–1875 och vid Växjö Mekaniska Verkstad 1875–1877 samt delägare i firman Siefvert & Fornanders Järngjuteri & Mekanisk Verkstad i Kalmar från 1877.